# 馬哈希 (緬甸)
馬哈希·西亞多·吳·蘇班納 （發音：[məhàsì sʰəjàdɔ̀ ʔú θɔ́bəna̰]，1904年7月29日—1982年8月14日），生於緬甸實皆省雪布（Shwebo），是一名緬甸上座部佛教的比丘及禪修導師，在推動西方及亞洲的毗婆舍那（Vipassana）禪修運動有重大的影響。其教授風格要求禪修者將注意力集中在觀察腹部的起、伏狀態，以及留意任何其他感受或想法。

## 姓名
馬哈希之名源於Mahasi寺，maha是「大」的意思，si是「鼓」的意思，亦即該寺因為有一只大鼓而得名。西亞多為是緬甸佛教頭銜，是對佛教長老比丘的尊稱，是緬甸對於尊長常用的敬語。字面意思可以被直譯為馬哈希僧院長老。
蘇班納（Sobhana，又譯梭巴那、蘇婆那、修芭娜）為其法名，義爲“美飾”、“光明”、“優雅”。

## 生平

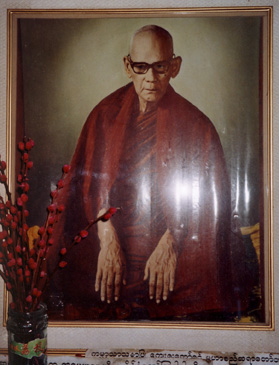

馬哈希尊者於1904年生於上緬甸雪布（Shwebo）的謝昆村（Seikkhun）。他12歲時在住持阿德薩法師的指導下時成為沙彌（sāmaṇera），他的沙彌法名是「索巴那」（Shin Sobhana）。馬哈希尊者在緬曆一二八五（西元 1923）年八月（Tazaungmon）第
四個月虧日、星期一，20歲時受具足戒成為名為鄔索巴那（U Sobhana）的比丘。經過多年的學習，他於1941年通過政府設立的一連串嚴格的上座部佛典考試，獲得法師（Dhammācariya）的頭銜。
1931年，蘇班納離開下緬甸毛淡棉教授佛學的職務，前往附近的直通（Thaton）跟隨明昆祗陀林西亚多吴那罗陀尊者（Mingun Jetawun Sayādaw）修習毗婆舍那禪法。明昆尊者曾在上緬甸實階山（Sagaing）在阿勒兜亞尊者（Aletawya Sayādaw）的指導下修學禪法，後者是著名的禪修大師替隆尊者（Theelon Sayādaw）的弟子。
蘇班納於1938年在他的家鄉教導毗婆舍那禪法，在名為「大鼓」（Mahāsi，音譯即「馬哈希」）的寺院擔任主持。因此當地的人們都稱他為馬哈希尊者（Mahāsi Sayādaw，Sayādaw是長老或尊者的意思）。1947年，緬甸當時的總理吳努（U Nu）邀請了馬哈希尊者主持一個在仰光新落成的禪修中心，後來成為馬哈希禪修中心（Mahāsi Sāsana Yeiktha）。
西元1954年5月17日緬甸、泰國、斯里蘭卡、柬埔寨、寮國、越南、印度、尼泊爾的上座部佛教僧團舉行第六次結集，馬哈希西亞多負責擔任第六次結集的提問者及總編輯。
之後，馬哈希尊者在全緬甸成立了許多的禪修中心，國外如斯里蘭卡、印尼、泰國等道場也相繼成立。迄至1972年，他指導的禪修中心培訓了超過700,000名禪修者。1979年，他遠赴西方弘法，在美國 麻省巴爾（Barre）新成立的內觀禪修學會（Insight Meditation Society）等地方主持多次禪修營。此外，全球各地的禪修者也會前往他在仰光的中心學習四念處禪修。
1982年8月14日，馬哈希尊者因為突發性腦中風出血病逝，享年78歲，緬甸有數以萬計的徒眾冒著大雨向他作最後的致敬。

## 馬哈希對 「極樂世界」的觀點
馬哈希認為「把極樂世界當作涅槃」是常見，在《帝釋所問經講記》 （页面存档备份，存于）中表示：
|  | 大乘佛教徒以極樂世界等同於涅槃。他們描述那是天堂，並說：在那裡的所有眾生成佛之後，將在此世界裏永遠地免除老、病、死，而享有永恆的快樂。極樂世界與那些相信生命永恆而讚頌的天堂沒有很重大的不同。這信仰很可能是基於那些想宣揚常見的佛教徒的著作。 |

## 著作
馬哈希尊者緬甸語著作70餘篇，大多為講演稿。已翻譯成中文的主要著作有：
- Fundamentals of Vipassana Meditation《內觀基礎》
- Practical Vipassana Exercises《實用内觀練習 （页面存档备份，存于）》 （页面存档备份，存于）
- The Progress of Insight—an advanced talk on Vipassana《內觀階智－高級內觀講義》（台灣譯作《清淨智論》）
- A Discourse on Vipassana and Dhamma Therapy《毗婆舍那講記：含法的醫療 （页面存档备份，存于）》 （页面存档备份，存于）
- A Great Discourse on the Wheel of Dhamma《轉法輪經講記 （页面存档备份，存于）》

## 來源
《馬哈希尊者傳 （页面存档备份，存于）》，戒喜尊者編，鄔明雪英譯，溫宗堃及何孟玲中譯，2012年3月，佛陀原始正法中心出版，ISBN 978-986-86546-2-4 （页面存档备份，存于）

## 外部連結
- A Discourse on Paticcasamuppada by Venerable Mahasi Sayadaw （页面存档备份，存于）
- Biographical Sketch of Mahāsi Sayādaw （页面存档备份，存于） from Buddhanet.net
- The Venerable Mahāsi Sayādaw's Discourses and Treatises on Buddhism （页面存档备份，存于）
- Biography of Mahāsi Sayādaw （页面存档备份，存于） from the American Burma Buddhist Association
- Mp3-Video Clips by Mahasi Sayadaw （页面存档备份，存于） from Myanmarnet
- Audio talks by Mahāsi Sayādaw （页面存档备份，存于） from Edhamma.com
- Rare video of Mahasi Sayadaw
- Saddhamma Foundation （页面存档备份，存于） Information about practicing the Mahasi meditation method.
- 佛教歷史上的六次經典結集 （页面存档备份，存于）